# Крупецкая сельская община (Ровненская область)
Крупецкая сельская община (укр. Крупецька сільська громада) — территориальная община в Дубенском районе Ровненской области Украины.
Административный центр — село Крупец.
Население составляет 8600 человек. Площадь — 298,1 км².
В соответствии с распоряжением Кабинета Министров Украины от 12 июня 2020 года, в состав общины вошла территория Боратинского, Крупецкого, Михайловского, Редковского, Сытненского, Теслуговского и Хотынского сельских советов упразднённого Радивиловского района.

## Населённые пункты
В состав общины входит 25 сёл:
- Крупец
  - Баранье
  - Гайки
  - Гнильче
  - Замощина
  - Сребное
- Боратинский старостинский округ:
  - Боратин
  - Гоноратка
  - Довгалевка
- Михайловский старостинский округ:
  - Засов
  - Михайловка
- Редковский старостинский округ:
  - Мытница
  - Новая Мытница
  - Редков
- Сытненский старостинский округ:
  - Гайки-Сытенские
  - Карпиловка
  - Коты
  - Сытное
  - Табачуки
- Теслуговский старостинский округ:
  - Корытное
  - Пляшевка
  - Теслугов
- Хотынский старостинский округ:
  - Весёлое
  - Полунычное
  - Хотын